# ATC (D11)
Jest to część klasyfikacji anatomiczno-terapeutyczno-chemicznej:
- D – Dermatologia
  - D 01 – Leki przeciwgrzybicze
  - D 02 – Leki keratolityczne i działające ochronnie
  - D 03 – Leki stosowane w leczeniu ran i owrzodzeń
  - D 04 – Leki przeciwświądowe, w tym przeciwhistaminowe, znieczulające itp.
  - D 05 – Leki przeciwłuszczycowe
  - D 06 – Antybiotyki i chemioterapeutyki
  - D 07 – Kortykosteroidy
  - D 08 – Środki antyseptyczne i dezynfekujące
  - D 09 – Opatrunki lecznicze
  - D 10 – Leki przeciwtrądzikowe
  - D 11 – Inne leki dermatologiczne

Obejmuje ona inne leki dermatologiczne:

## D 11 A – Inne preparaty dermatologiczne
- D 11 AA – Preparaty przeciwpotne
  - D 11 AA 01 – bromek glikopironiowy[a]
- D 11 AC – Szampony lecznicze
  - D 11 AC 01 – cetrymid
  - D 11 AC 02 – preparaty kadmu
  - D 11 AC 03 – preparaty selenu
  - D 11 AC 06 – jodopowidon
  - D 11 AC 08 – preparaty siarki
  - D 11 AC 09 – ksenysalat
  - D 11 AC 30 – inne
- D 11 AE – Androgeny do stosowania zewnętrznego
  - D 11 AE 01 – metandienon
- D 11 AF – Preparaty przeciw brodawkom i odciskom
- D 11 AH – Środki przeciw zapaleniu skóry, z wyłączeniem kortykosteroidów
  - D 11 AH 01 – takrolimus
  - D 11 AH 02 – pimekrolimus
  - D 11 AH 03 – kwas kromoglikanowy
  - D 11 AH 04 – alitretynoina
  - D 11 AH 05 – dupilumab
  - D 11 AH 06 – krysaborol
  - D 11 AH 07 – tralokinumab
  - D 11 AH 08 – abrocytynib
  - D 11 AH 09 – ruksolitynib
  - D 11 AH 10 – lebrykizumab
  - D 11 AH 11 – delgocytynib
  - D 11 AH 12 – nemolizumab
- D 11 AX – Inne
  - D 11 AX 01 – minoksydyl
  - D 11 AX 02 – kwas gamolenowy
  - D 11 AX 03 – glukonian wapnia
  - D 11 AX 04 – bursztynian litu
  - D 11 AX 05 – siarczan magnezu
  - D 11 AX 06 – mechinol
  - D 11 AX 08 – tyratrikol
  - D 11 AX 09 – oksaceprol
  - D 11 AX 10 – finasteryd
  - D 11 AX 11 – hydrochinon
  - D 11 AX 12 – pirytonian cynku
  - D 11 AX 13 – monobenzon
  - D 11 AX 16 – eflornityna
  - D 11 AX 18 – diklofenak
  - D 11 AX 21 – brymonidyna
  - D 11 AX 22 – iwermektyna
  - D 11 AX 23 – aminobenzoesan sodu
  - D 11 AX 24 – kwas deoksycholowy
  - D 11 AX 25 – nadtlenek wodoru
  - D 11 AX 26 – kofeina
  - D 11 AX 27 – oksymetazolina
  - D 11 AX 52 – kwas gamolenowy w połączeniach
  - D 11 AX 57 – kolagen w połączeniach